# 申貝格山
47°38′20″N 11°38′38″E / 47.63889°N 11.64389°E

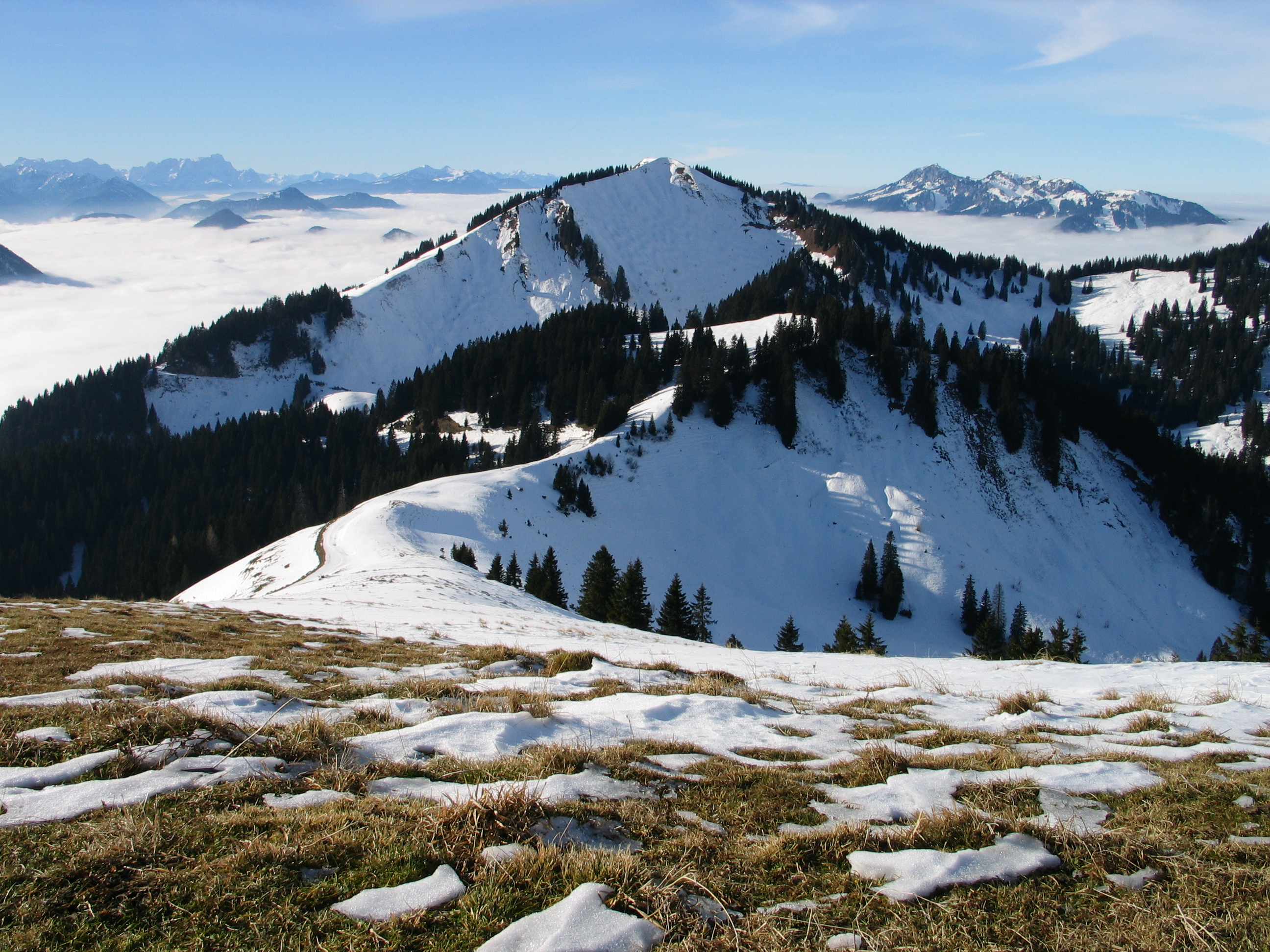

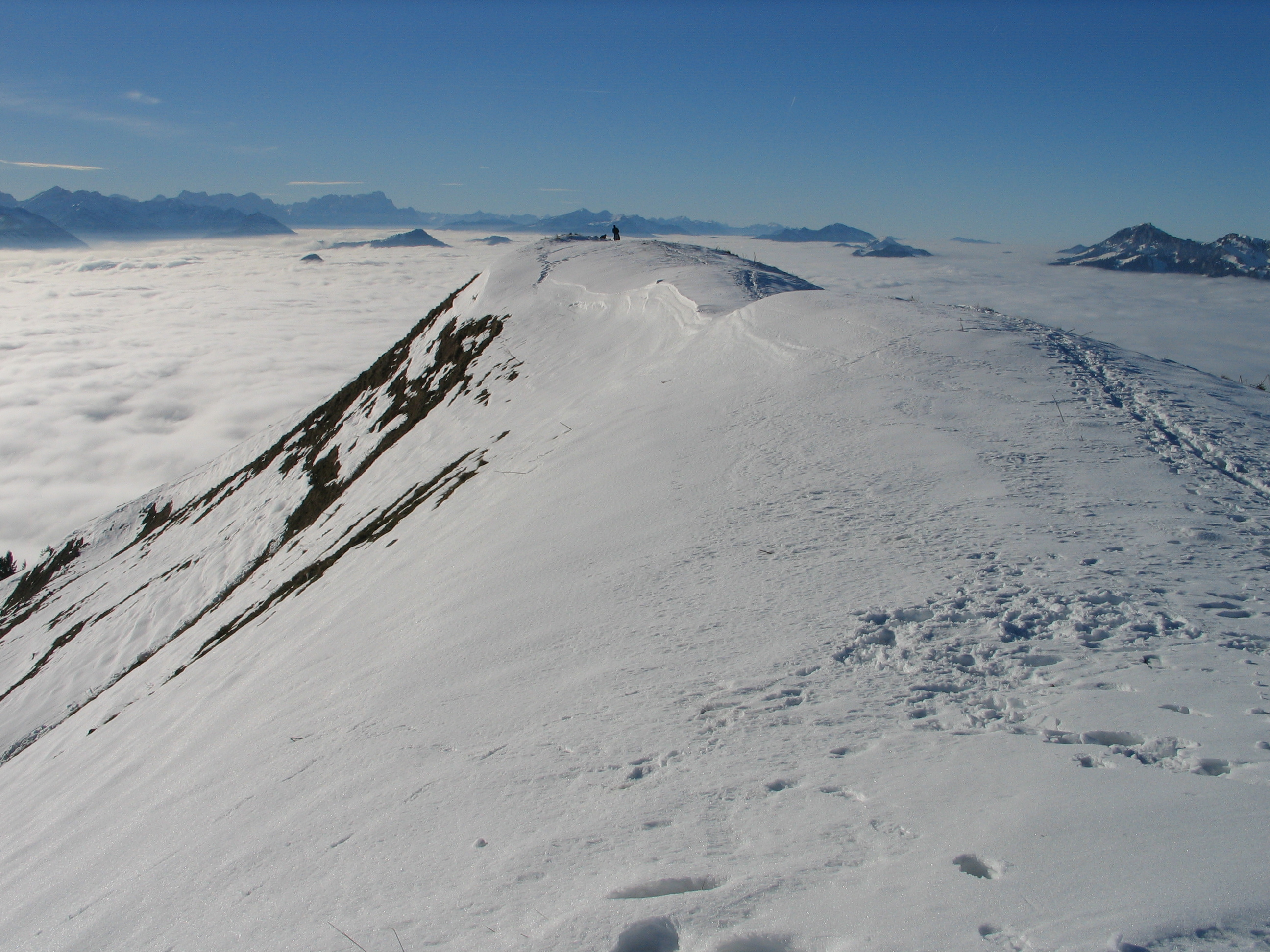

申貝格山（德語：Schönberg），是德國的山峰，位於該國東南部，由巴伐利亞負責管轄，屬於巴伐利亞前阿爾卑斯山脈中泰根塞山的一部分，海拔高度1,620米。